# Бушовка (Калузька область)
Бушовка (рос. Бушовка) — присілок в Перемишльському районі Калузької області Російської Федерації.
Населення становить 12 осіб. Входить до складу муніципального утворення Село Корекозево.

## Історія
Від 2004 року входить до складу муніципального утворення Село Корекозево

## Населення
| 2002 | 2010 |
| ---- | ---- |
| 9    | ↗12  |